# Georg Madelung
Georg Hans Madelung (nascut el 31 de juliol de 1889 a Rostock, mort el 17 d'agost de 1972 a Uffing) va ser un enginyer aeronàutic i acadèmic alemany. Madelung va estudiar en diverses universitats tècniques alemanyes abans de servir com a pilot a la Primera Guerra Mundial. Després de la guerra, va fer conferències i va treballar a Alemanya i als Estats Units, treballant en diversos assoliments aeronàutics importants. Madelung es va incorporar al Partit Nazi el 1937 i durant la Segona Guerra Mundial es va implicar en investigacions aeronàutiques de guerra, incloent-hi el treball amb el programa de coets de Wernher von Braun. Després de cessar les hostilitats, Madelung va reprendre la tasca acadèmica tant a Alemanya com als Estats Units. La recerca de Madelung al Naval Medical Research Institute, Bethesda, Maryland va incloure els efectes de l'alta acceleració sobre el cos humà. Va tornar a viure definitivament a Alemanya des de 1954 fins a la seva mort el 1972.

## Biografia
El pare de Madelung era el cirurgià Otto Wilhelm Madelung i la seva mare Hedwig Auguste Madelung, nascuda Rei. De 1895 a 1907 va assistir a l'escola secundària protestant a Estrasburg. El 1927 es va casar amb Elisabeth Emma Messerschmitt, amb qui va tenir dos fills i dues filles.
El 1907 Georg Madelung es va oferir voluntari per al servei militar on obté el grau de Sub-tinent de la Reserva. Des de 1909 va estudiar a la Universitat d'Estrasburg, a l'Institut Tecnològic de Karlsruhe, l'Institut Tecnològic de Hannover i l'Institut Tecnològic de Berlín-Charlottenburg. El 1910 es va incorporar a la Verein deutscher Flugtechniker ("Associació Alemanya de Tècniques d'Aviació") i el 1912 va contribuir a fundar la Wissenschaftlichen Gesellschaft für Flugtechnik ("Societat Científica per a la Tecnologia de l'Aviació") Durant la Primera Guerra Mundial, inicialment va servir com a Tinent d'Infanteria. Després d'això va servir a la Luftstreitkräfte ("Força Aèria"), com a adjunt a la fàbrica d'avions Albatros-Flugzeugwerken. El 1915 es va convertir en l'assistent de Wilhelm Hoffs al Deutschen Versuchsanstalt für Luftfahrt (DVL) ("Institut Alemany de Recerca en Aviació") El 1917 va rebre formació de pilot i va ser traslladat a Jagdstaffel 33
El 1919 obté el seu Master en enginyeria a l'Institut Tecnològic de Berlín. El 13 de setembre de 1919, va participar amb un Junkers F 13. en el rècord mundial d'alçada de 6.750 m. De 1921 a 1924 va ser dissenyador d'aeronaus als Estats Units i de 1925 a 1929 va ser ascendit a cap del departament d'aeronaus del centre alemany i es va convertir en membre del consell. El 1926 Madelung va ser nomenat professor titular a l'Institut Tecnològic de Berlín i el 1929 a la Universitat Tècnica de Stuttgart .
El 1921 es va doctorar en enginyeria mecànica per l'institut tecnològic de Hannover. El 1921 va dissenyar el planador Hannover H 1 Vampyr, que va configurar el disseny modern de planadors. El 1934, amb l'enginyer aeronàutic Paul Schmidt, van proposar una bomba volant motoritzada amb el seu motor al Reichsluftfahrtministerium i van rebre un contracte d'investigació. El 1938 va fer un vol de demostració però el RLM va decidir no tirar endavant el projecte per la seva manca d'abast i precisió i per l'elevat preu de construcció.
El 1937 es va incorporar al NSDAP i es va convertir en membre de ple dret de la recent fundada Deutschen Akademie der Luftfahrtforschung ("Acadèmia alemanya de recerca en aviació") el mateix any. El 1941 va fundar l'institut de recerca Graf Zeppelin i es va convertir en el seu director. Aquest centre investigava sobre la construcció de bombes, l'estabilització de torpedes, detonacions submarines, la construcció de catapultes per a l'aviació, així com paracaigudes d'aerofrenada per avions i la recuperació de míssils. Aquests últims desenvolupaments també van ser àmpliament utilitzats en els viatges espacials. Georg Madelung va ser un expert en totes les àrees de treball a l'institut de recerca Graf Zeppelin. També va treballar per al programa de coets de Wernher von Braun.

Després de la Segona Guerra Mundial, Madelung va reprendre el seu treball acadèmic a la Universitat de Stuttgart. Del 1946 al 1954, Madelung va ser professor visitant a l'Institut de Recerca Mèdica Naval dels EUA, Bethesda, Maryland, on va participar en estudis sobre la capacitat del cos humà de suportar grans acceleracions. Va tornar dels Estats Units cap a Alemanya el 1954. Mor a Uffing el 17 d'agost de 1972.